# Marcelo Tavares (empresário)
Marcelo Tavares é um empresário e  jornalista brasileiro. Especialista em jogos eletrônicos, é também colecionador de games, possuindo um dos maiores acervos de jogos do Brasil  e criador da Brasil Game Show, maior feira de games da América Latina, realizada desde 2009.

## Biografia
Em 2011 no Brasil Game Show se consolidou como a Maior Feira de Games da América Latina, ainda no Rio de Janeiro, recebendo 60 mil visitantes e 92 expositores.
A Brasil Game Show mudou-se para São Paulo, no Expo Center Norte, onde recebeu mais de 100 mil visitantes;

Em 2014, Tavares continuou no comando da Brasil Game Show, que, desta vez, recebeu cerca de 250 mil pessoas de 08 a 12 de Outubro, no Expo Center Norte. Para sua sétima edição, a BGS ocupou os cinco Pavilhões do Centro de Exposições. Além disso, a BGS arrecadou dos visitantes 70 toneladas de alimentos para a Casa de David.